# 愛著你的一切
《愛著你的一切》（日语：ツブサニコイ）是關西傑尼斯8的第19張單曲，於2011年8月17日發行。

## 概要
- 《愛著你的一切》為成員錦戶亮演出電視劇《全開女孩》的插曲。
- 首周發售量15.3萬張。

## 收錄曲目

### 初回限定盤
1. 愛著你的一切
2. I to U

特典DVD
- 《愛著你的一切》music clip+Making

### 通常盤
1. 愛著你的一切（ツブサニコイ）
作詞：TAKESHI、作曲、編曲：Face 2 fAKE
2. I to U
作詞、作曲：藤田大吾、編曲：大西省吾
3. 彩虹參數（七色パラメータ）
作詞：TAKESHI、作曲：福岡宗三、編曲：高橋浩一郎
4. Hi & high
作詞、作曲：RONDONRATS、編曲：Sean Gold
5. 愛著你的一切（Original Karaoke）
6. I to U（Original Karaoke）
7. 彩虹參數（Original Karaoke）
8. Hi & high（Original Karaoke）

## 外部連結
- 唱片公司介紹頁面 （页面存档备份，存于）（日語）